# Дарко Ковачевић
Дарко Ковачевић (Ковин, 18. новембар 1973) је бивши српски фудбалер. Играо је на позицији нападача.
Играо је за Пролетер из Зрењанина, Црвену звезду, Шефилд венсдеј, Јувентус, Лацио, Реал Сосиједад и Олимпијакос.
Био је члан репрезентације Југославије на Светском првенству 1998. године као и на Европском првенству 2000. године. За репрезентацију је наступао 59 пута и постигао 10 голова.

## Каријера

### Клупска
Каријеру је почео Радничком из Ковина, афирмисао се у Пролетеру из Зрењанина (1992—94), у чијем је дресу одиграо 63 прволигашких сусрета и постигао 25 голова. Сјајним партијама у дресу зрењанинског Пролетера иницирао је „трку” Црвене звезде и Партизана за његовим потписом. На крају прелази у Црвену звезду са којом осваја „дуплу круну” већ у првој сезони.
Наредне године, већ на полусезони, прелази у енглески Шефилд венсдеј (1996). Са њима проводи само једну полусезону у којој је одиграо 16 лигашких утакмица и постигао 4 гола.
Каријеру наставља у Шпанији и за осам сезона у дресу Реал Сосиједада (1996-99 и 2001-07) постаје жива легенда овог баскијског клуба, пошто је, од када је он обукао плаво-бели дрес, Сосиједад израстао из другоразредног клуба у кандидата за титулу и евро-купове.
Трансфер Дарка Ковачевића у Јувентус 1999. био је један од највећих у историји српског фудбала, пошто је био вредан 12 милиона фунти. Ретко је добијао шансу у Јувентусу од првог минута, пошто су предност имали азурни репрезентативни тандем: Инзаги - Дел Пјеро и француски репрезентативац Давид Трезеге.
Досадило му је седење на клупи Јувентуса, па је био део размене двојице познатих фудбалера: чилеански репрезентативац Марсело Салас потписао је за торинске „бело-црне”, док је Дарко Ковачевић прешао у римски Лацио. У дресу „лацијала” се није прославио и одиграо је само седам првенствених сусрета.
Поново се враћа у Реал Сосиједад и у тандему са Нихатом Кавечијем чини незадржив нападачки тандем. Иако је за време другог боравка у Сан Себастијану за кратко време доживео породичну трагедију – остао је без брата, оца и мајке, а потом имао врло тешку повреду, успео је да се издигне и врати се на терен.
У јулу 2007. постаје члан грчког Олимпијакоса и у дресу пирејског клуба одиграо 61 утакмицу, постигао 39 голова и освојио „дуплу круну” у сезони 2007/08, као и грчки Суперкуп 2007. године.
Завршио је играчку каријеру 2009. године.

### Репрезентативна
За репрезентацију Југославије Ковачевић је одиграо 59 утакмица и постигао 10 голова. Био је учесник Светског првенства 1998. у Француској и Европског шампионата у Холандији и Белгији две године касније. Дебитовао је 27. децембра 1994. против Аргентине (0:1), а последњи пут је облачио дрес са државним грбом 31. марта 2004. против Норвешке (0:1), када је и искључен, пошто је лактом ударио у лице фудбалера Норвешке Фродеа Јонсена.

## Успеси

### Клупски
Црвена звезда
- Првенство Југославије (1): 1994/95
- Куп Југославије (2): 1995, 1996

Јувентус
- Интертото куп (1): 1999.

Олимпијакос
- Првенство Грчке (2): 2007/08, 2008/09.
- Куп Грчке (2): 2008, 2009.
- Суперкуп Грчке (1): 2007.

### Индивидуални
- Најбољи стрелац УЕФА купа : 1999/00. (10 голова)[3]
- Најбољи страни играч Првенства Грчке: 2007/08